# ویلیام بری (بازیکن فوتبال، زاده ۱۹۳۴)
ویلیام بری (انگلیسی: William Berry؛ زادهٔ ۴ آوریل ۱۹۳۴ ‏(۹۱ سال)) بازیکن فوتبال است.
از باشگاه‌هایی که در آن بازی کرده‌است می‌توان به باشگاه فوتبال منزفیلد تاون اشاره کرد.